# Pruisische leger
Het Pruisische leger was het leger van de staat Pruisen tussen 1701 en 1919 en werd opgeheven na het eind van de Eerste Wereldoorlog. Dit was een van de bepalingen van het vredesverdrag van Versailles (1919).
Het Pruisische leger was een voortzetting van het oorspronkelijke leger van Brandenburg-Pruisen dat opgericht werd in 1644. In 1871 ging dit leger over in het Deutsches Heer van het Duitse keizerrijk en was daarin verreweg het grootste onderdeel. Ook andere samenstellende staten van het federale Duitse rijk leverden onderdelen maar dat waren meestal enkele divisies of korpsen. Uitzondering was het koninkrijk Beieren dat een eigen legerkorps leverde.